# Kanton Le Louroux-Béconnais
Der Kanton Le Louroux-Béconnais war von 1790 bis 2015 ein französischer Wahlkreis im Arrondissement Angers, im Département Maine-et-Loire und in der Region Pays de la Loire; sein Hauptort war Le Louroux-Béconnais.
Im Zuge der Umorganisation im Jahr 2015 wurde der Kanton aufgelöst und seine Gemeinden großteils dem Kanton Chalonnes-sur-Loire zugeteilt.
Der Kanton umfasste Wahlberechtigte aus folgenden sieben Gemeinden:
| Gemeinde                  | Einwohner Jahr | Fläche km² | Bevölkerungsdichte | Code INSEE | Postleitzahl |
| ------------------------- | -------------- | ---------- | ------------------ | ---------- | ------------ |
| Bécon-les-Granits         | 2752 (2013)    | 46,17      | 60 Einw./km²       | 49026      | 49370        |
| La Cornuaille             | 1040 (2013)    | 43,92      | 24 Einw./km²       | 49108      | 49440        |
| Le Louroux-Béconnais      | 3016 (2013)    | 65,57      | 46 Einw./km²       | 49183      | 49370        |
| Saint-Augustin-des-Bois   | 1172 (2013)    | 27,28      | 43 Einw./km²       | 49266      | 49170        |
| Saint-Clément-de-la-Place | 2118 (2013)    | 33,23      | 64 Einw./km²       | 49271      | 49370        |
| Saint-Sigismond           | 364 (2013)     | 12,72      | 29 Einw./km²       | 49321      | 49123        |
| Villemoisan               | 636 (2013)     | 20,75      | 31 Einw./km²       | 49376      | 49370        |